# Saint-Caradec-Trégomel
 Saint-Caradec-Trégomel  (en bretón Sant-Karadeg-Tregonvael) es una población y comuna francesa, situada en la región de Bretaña, departamento de Morbihan, en el distrito de Pontivy y cantón de Guémené-sur-Scorff.

## Demografía
| 841 | 796 | 699 | 580 | 509 | 444 |
| Para los censos de 1962 a 1999 la población legal corresponde a la población sin duplicidades (Fuente: INSEE [Consultar]) |     |     |     |     |     |